# 冠山苑

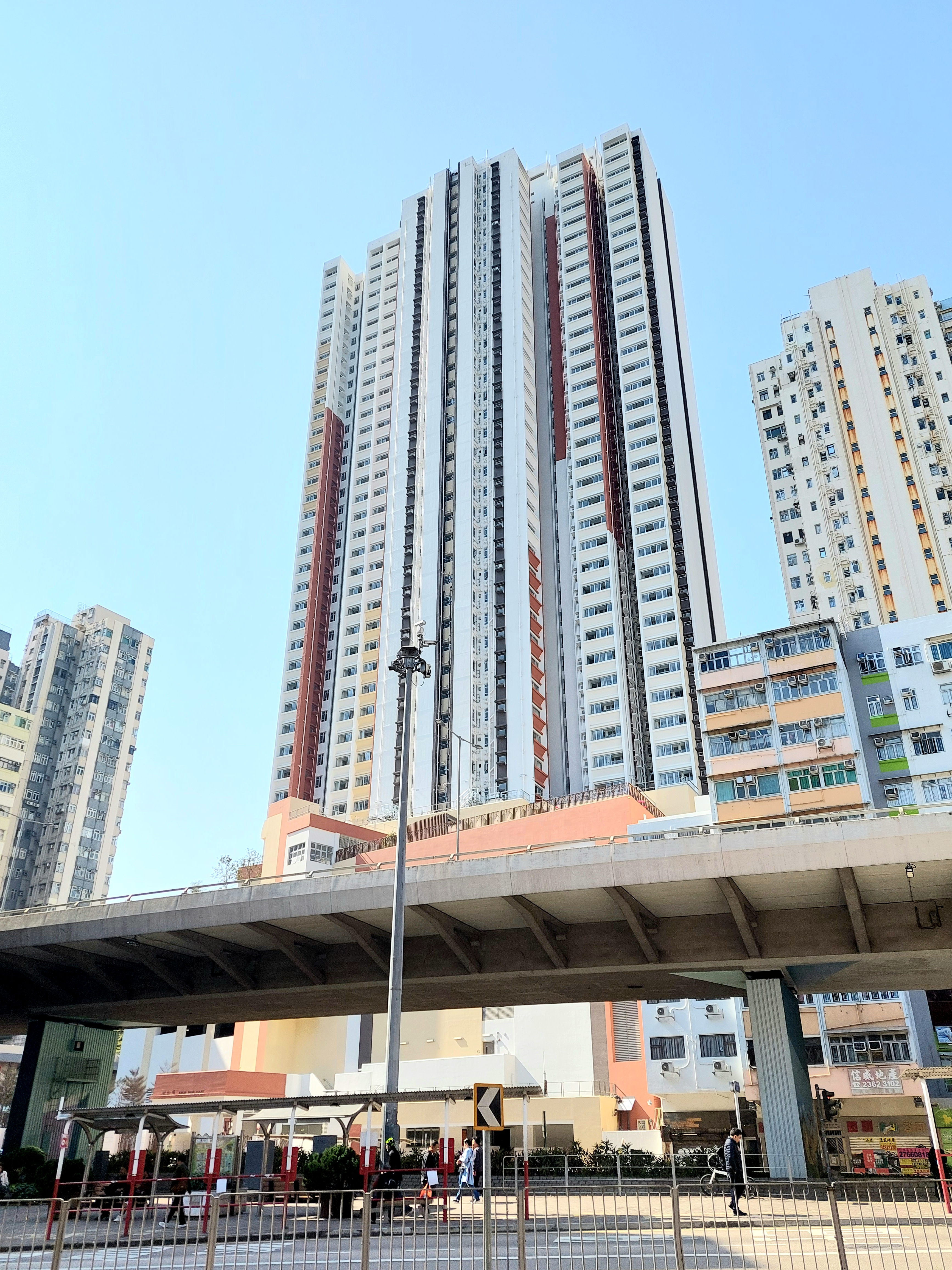
冠山苑東面

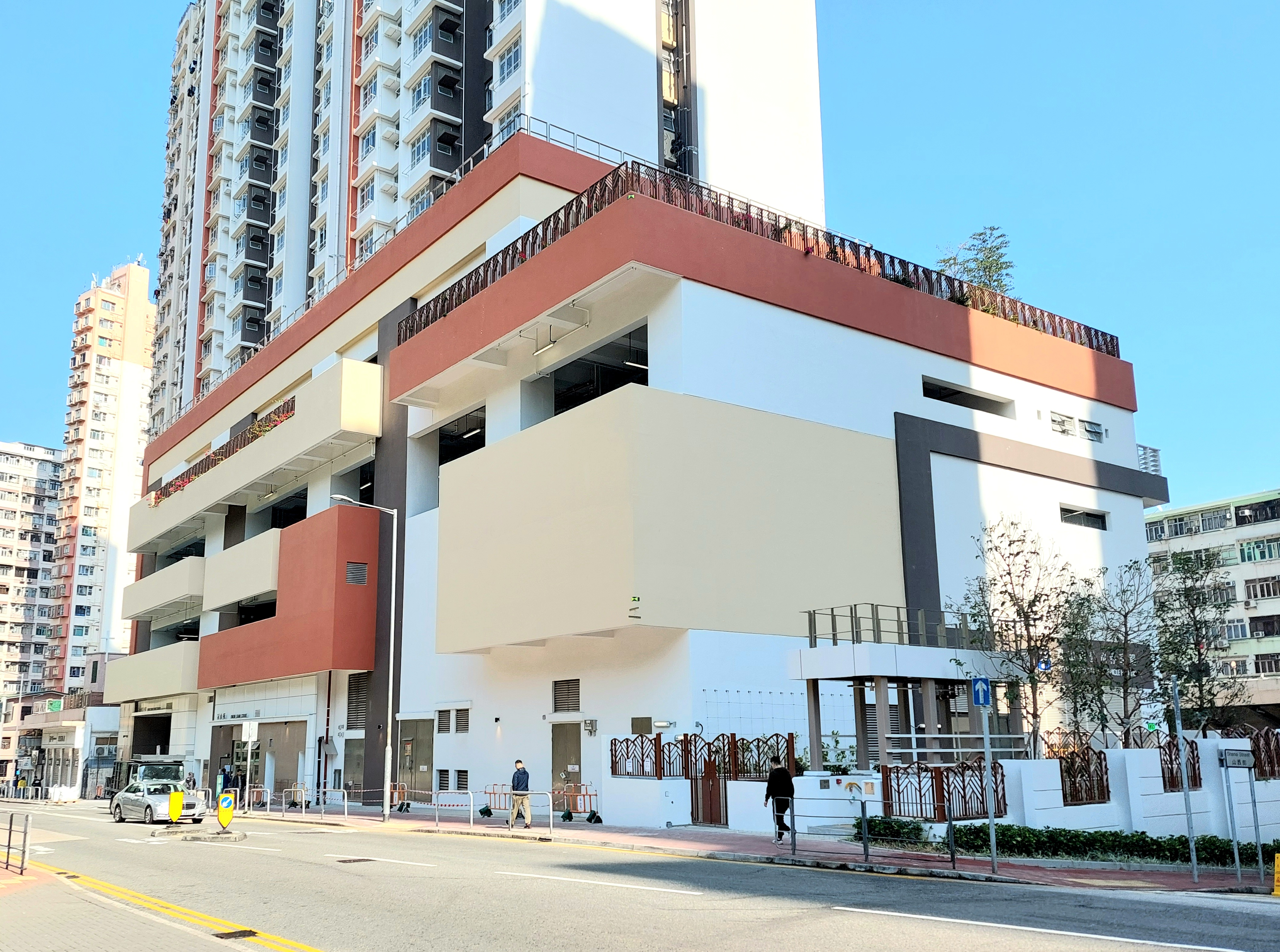
冠山苑基座，屋苑住戶與訪客停車場位於1及2樓

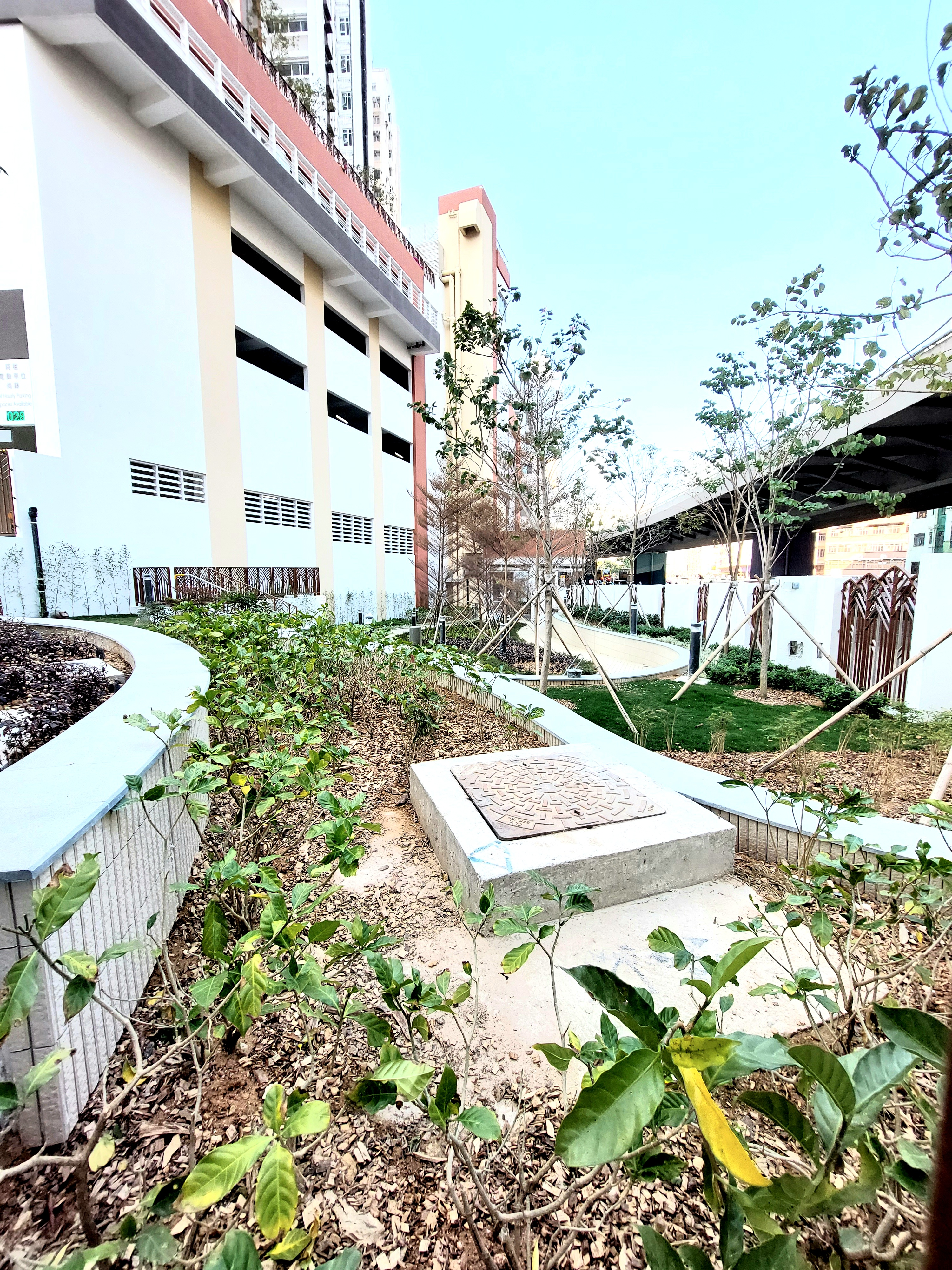
冠山苑園景

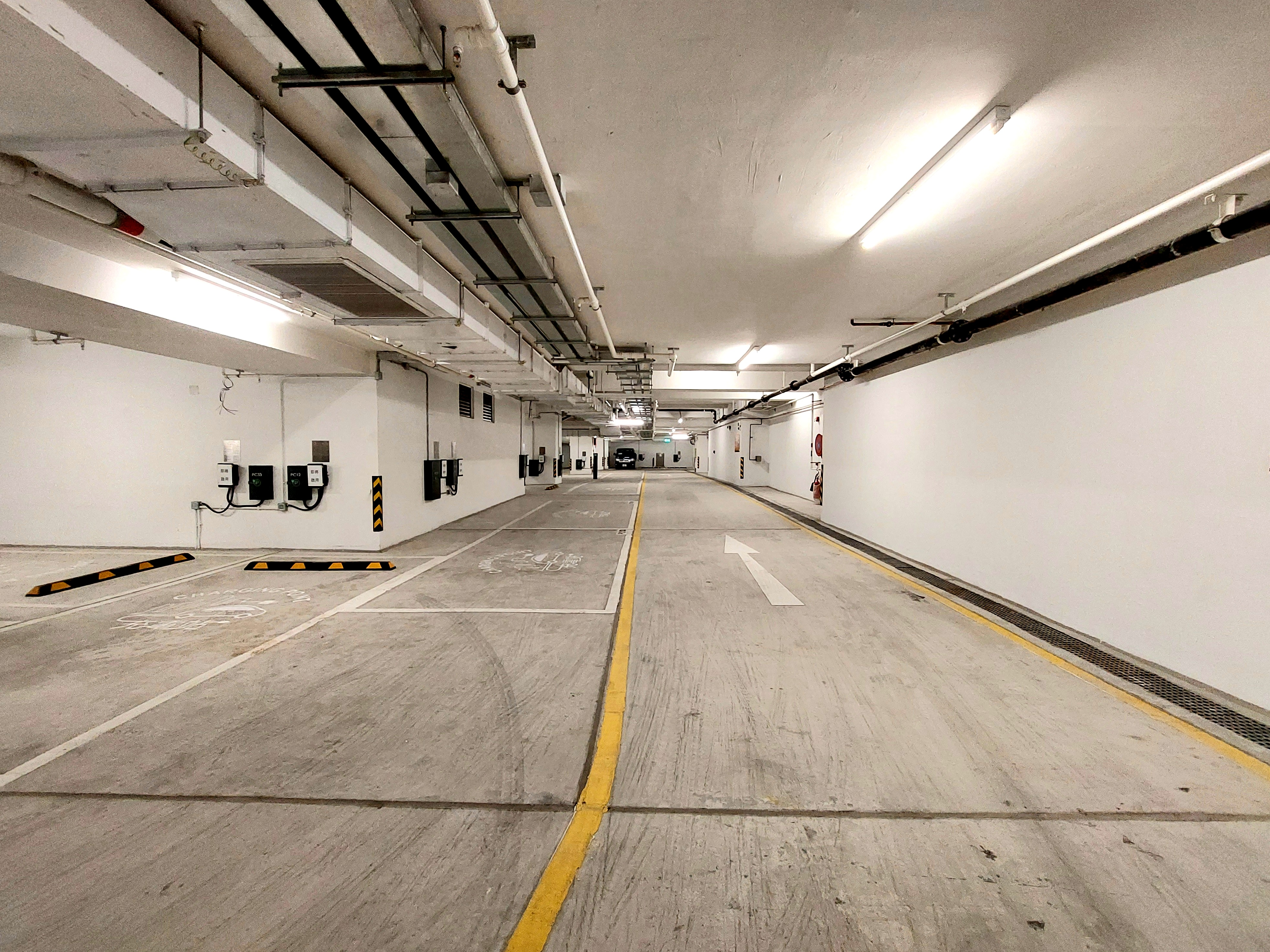
高山道公眾停車場設於冠山苑LG層，備有充電車位

冠山苑（英語：Kwun Shan Court）是香港房屋委員會興建的居者有其屋計劃屋苑之一，位於土瓜灣高山道，鄰近高山劇場。
屋苑由房屋署總建築師（1）設計，並由其士（建築）承建，於2024年11月完工。

## 歷史
為配合政府增加公營房屋供應的政策，政府於2014年提出將包括冠山苑所在用地，改劃作公營房屋用途。
至2018年1月，有關改劃方案正式交付區議會及規劃署，並獲通過。但由於用地當時仍屬屯馬綫支援工地，屋苑要到2019年才正式動工。

## 屋苑資料
冠山苑採用單幢式設計，共設39層，提供495個單位。在單位種類方面，此屋苑僅設開放式（B型）及可間一房（C型）單位，比例大概各佔一半。
由於屋苑鄰近東九龍走廊，東南面所有單位均設隔音露台或/及隔音窗，以減少噪音滋擾。

### 樓宇
屋苑詳情如下：
| 樓宇名稱 | 樓宇類型              | 落成年份 | 樓宇層數 （住宅層數） | 每層伙數 | 單位總數（伙） | 建築師              | 承建商       | 提供升降機的廠商 |
| -------- | --------------------- | -------- | --------------------- | -------- | -------------- | ------------------- | ------------ | ---------------- |
| 冠山苑   | 非標準設計大廈（T型） | 2024年   | 39（4-36樓）          | 15       | 495            | 房屋署總建築師（1） | 其士（建築） | 蒂升             |

此屋苑已獲列入「居屋2022」出售，於2022年2月25日至3月24日接受申請，同年6月13日攪珠，其後於2022年尾進行揀樓。

### 配套設施
冠山苑本身設施不多，基座設有停車場（當中兩層為屋苑專用，地下低層為公共停車場），另休憩花園及遊樂場、管業處均設於平台層。
而在交通方面，屋苑對出設有巴士站，而前往最近的港鐵土瓜灣站則需約5分鐘步程。

## 興建期間的圖片庫

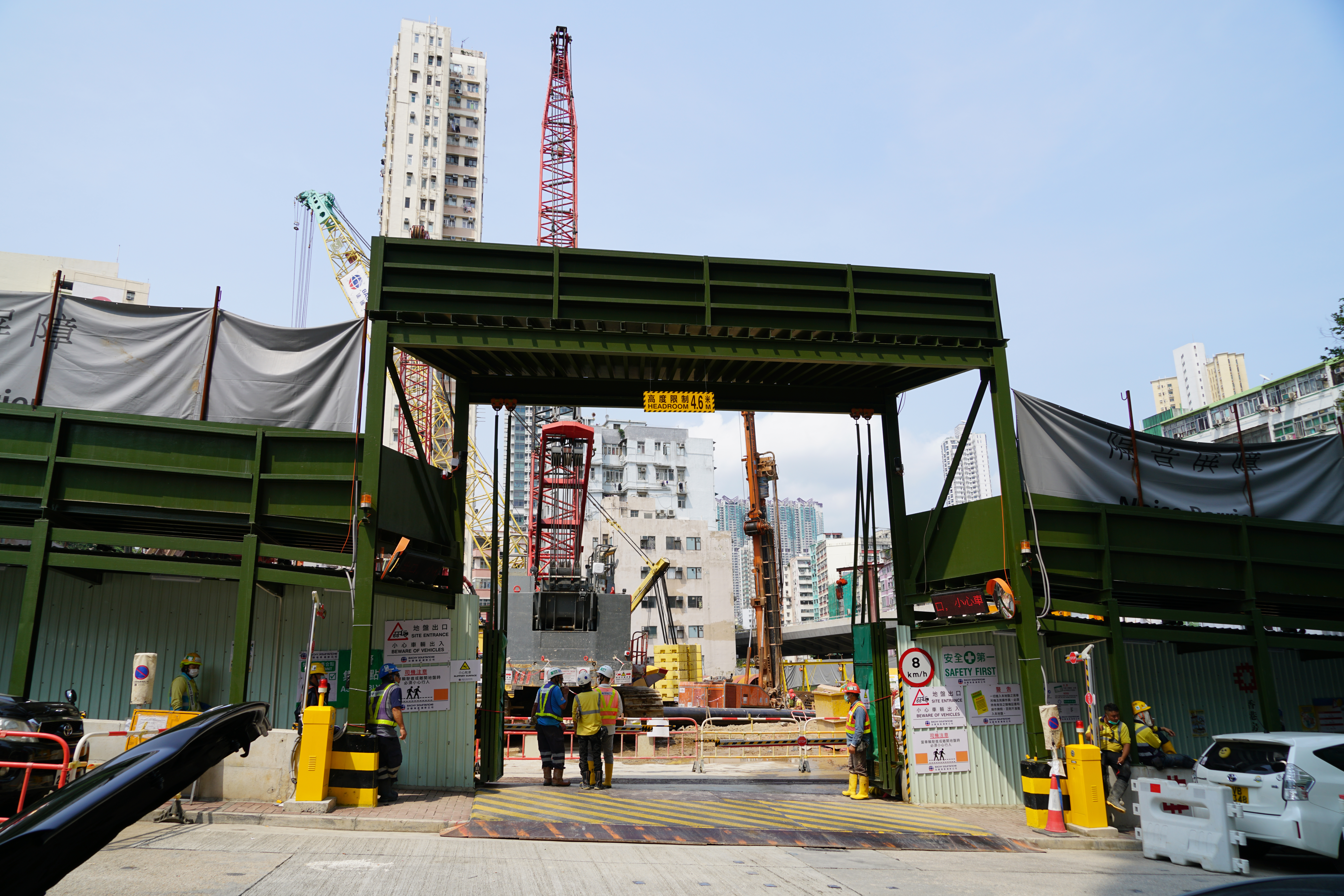
地基工程進行中，2020年4月
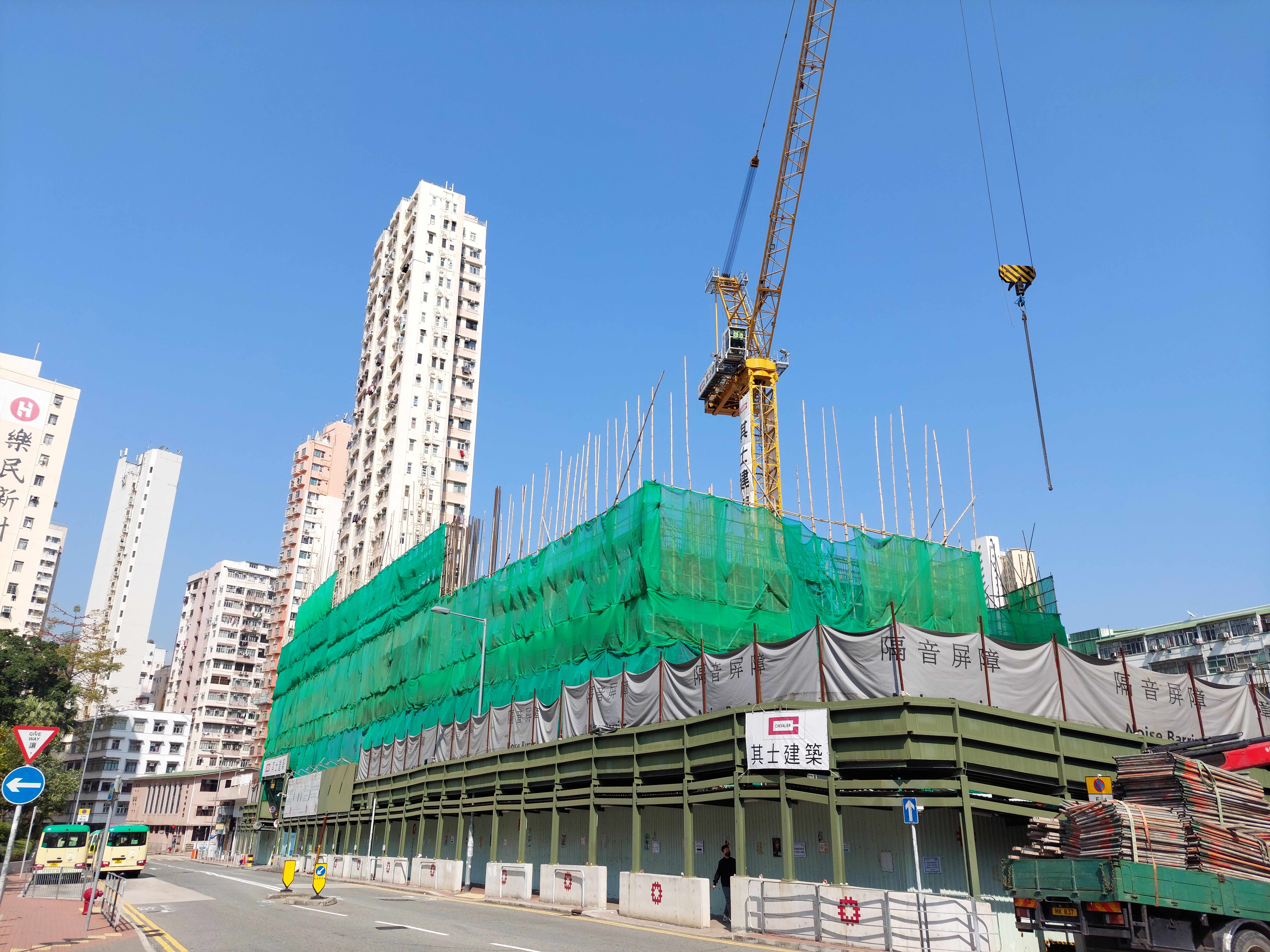
2022年2月
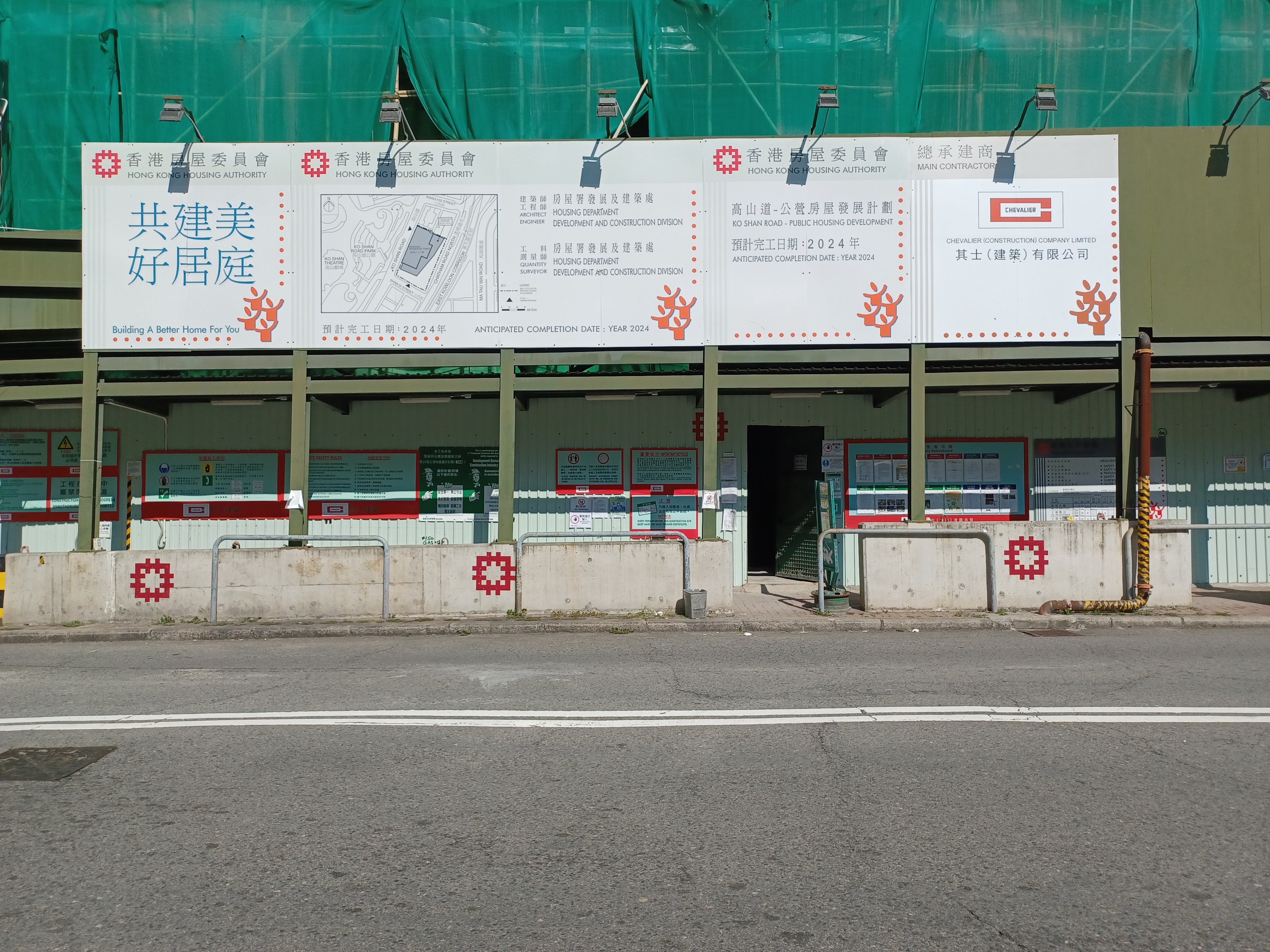
高山道公營房屋發展計劃（冠山苑）地盤的工程告示板（2022年8月）
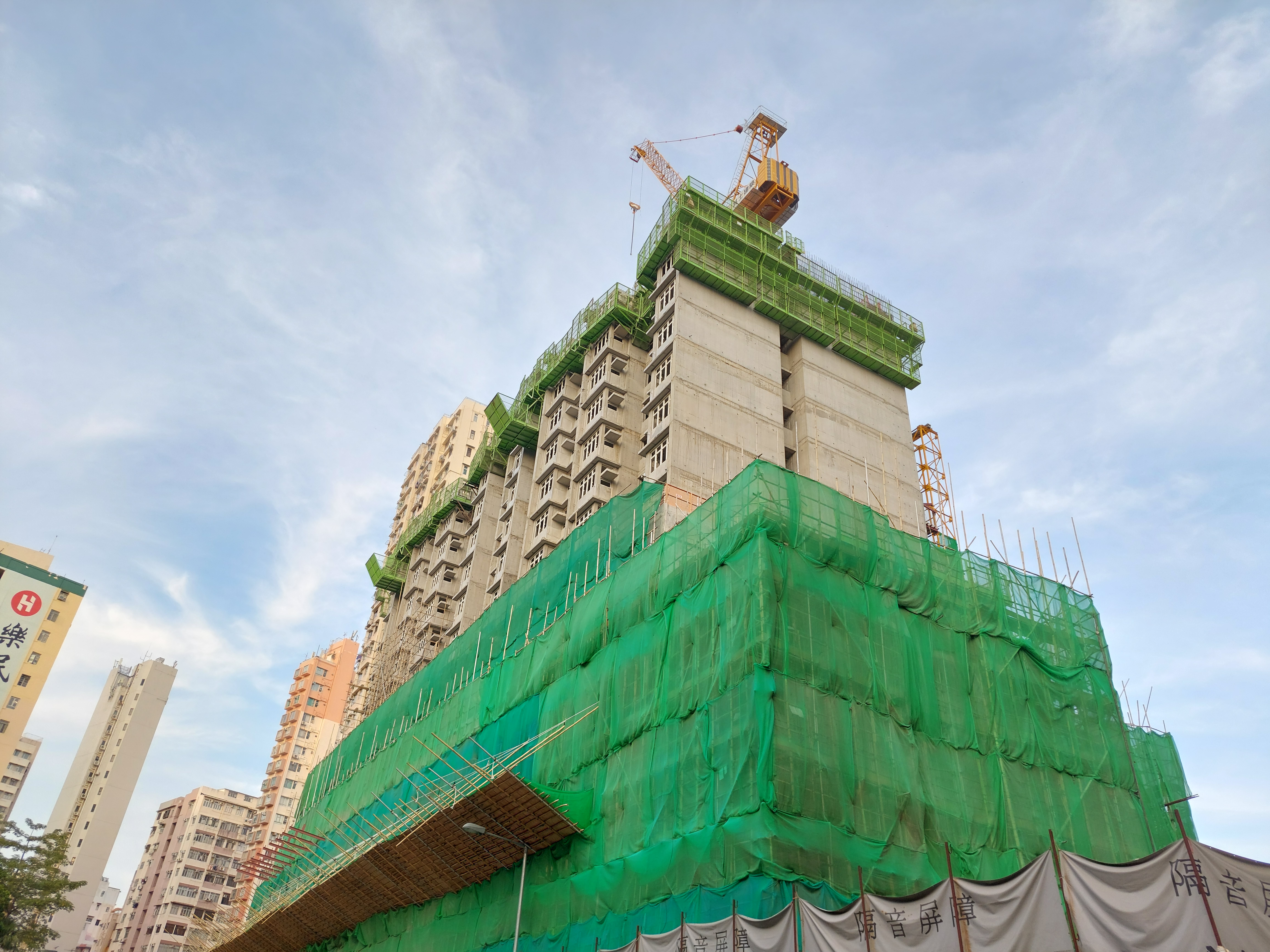
2022年10月
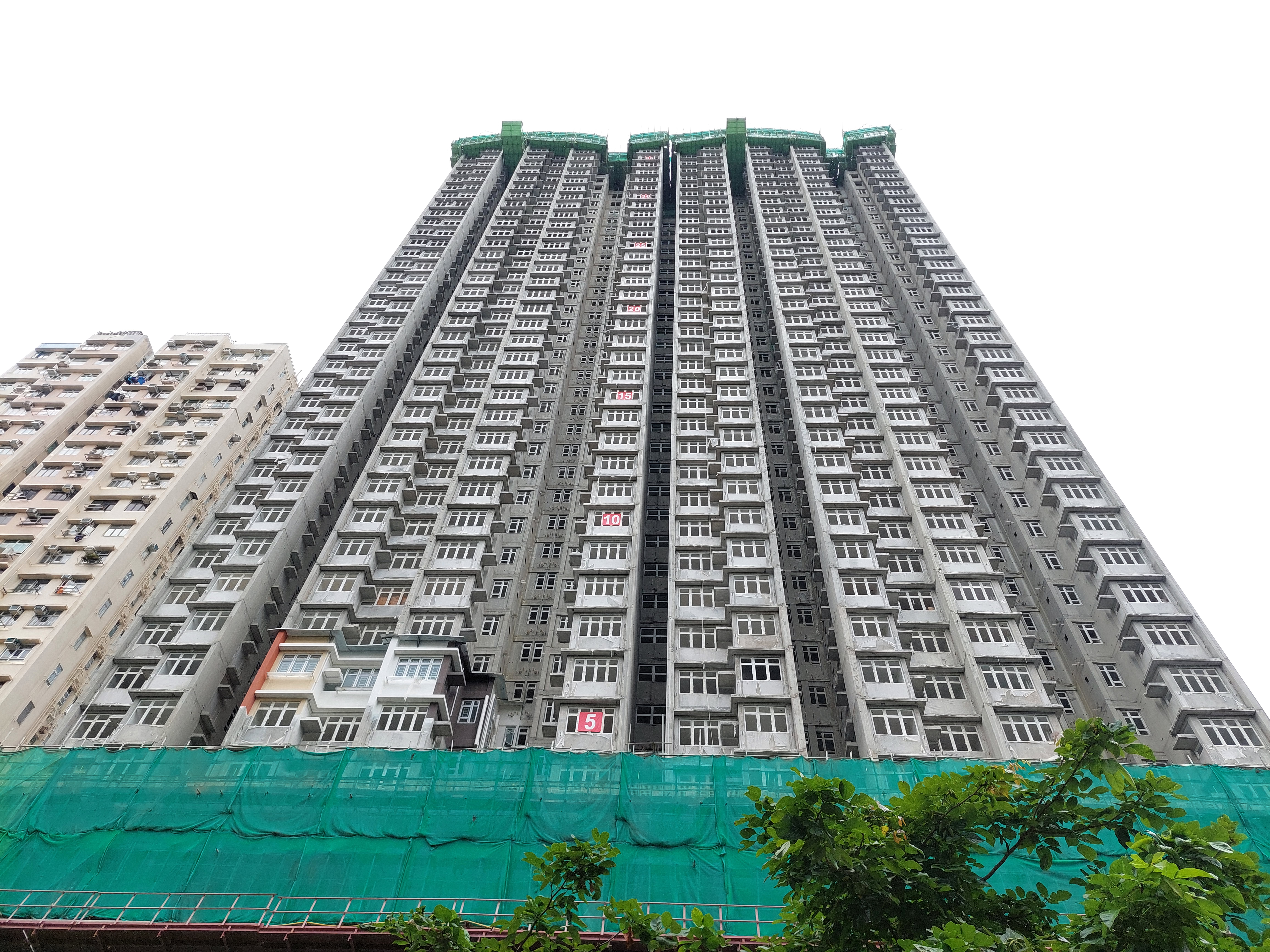
2023年8月

## 鄰近地方
- 高山道公園及高山劇場
- 樂民新村
- 中華基督教會灣仔堂基道小學（九龍城）
- 漆咸道北、九龍城道及東九龍走廊
- 土瓜灣市政大廈